# الیماگن-ان-پراوینس
الیماگن-ان-پراوینس (به فرانسوی: Allemagne-en-Provence) یک کمون در فرانسه است که در Canton of Riez واقع شده‌است.

## خصوصیات
الیماگن-ان-پراوینس ۳۲٫۹۹ کیلومترمربع مساحت و ۵۱۴ نفر جمعیت دارد و ۴۲۱ متر بالاتر از سطح دریا واقع شده‌است.